# Мюнхенский технический университет
Мюнхенский технический университет (нем. Technische Universität München, TU München, TUM), основанный в 1868 году, находится в городе Мюнхене и является единственным техническим университетом Баварии и одним из самых больших высших учебных заведений в Германии. Университет входит в объединение технических университетов Германии TU 9 и является самым престижным вузом Германии. На 2018 год в рейтингах лучших университетов мира, QS и THE, занимает 28 и 30 места, соответственно.
В университете осуществляется обучение по 132 специальностям. Наряду с типичными для технического вуза факультетами технических и естественных наук существуют и факультеты экономики, спорта и медицины. По некоторым специальностям преподавание ведётся как на немецком, так и на английском языках.

## Факультеты

### Мюнхен
- Факультет архитектуры
- Факультет строительства и геодезии (главное здание)
- Факультет электротехники и информационных технологий (главное здание)
- Факультет экономических наук (главное здание)
- Факультет медицины
- Спортивный факультет (Олимпийский парк)

### Гархинг
- Химический факультет
- Факультет информатики
- Факультет машиностроения
- Математический факультет
- Физический факультет

Мюнхенский технический университет расположен на трёх территориях. Главное здание находится в самом центре Мюнхена, в районе Максфорштадт, на улице Arcisstraße, 21. Здесь находятся факультеты архитектуры, строительства, электротехники, информационных технологий и экономики, частично факультеты спорта и медицины. Новый кампус расположен в Гархинге, а остальные учреждения во Фрайзинг-Вайхенштефане.
Помимо этого, университет включает в себя специальные учреждения, которые располагаются вне трёх главных территорий. Так, медицинскому факультету принадлежат медицинская клиника на правом берегу Изара, Немецкий центр сердечных заболеваний Мюнхена и детская клиника «Швабинг». Частью факультета строительства и геодезии является институт гидротехнического строительства имени Оскара фон Миллера на озере Вальхензе. Музей архитектуры технического университета находится в здании Пинакотеки современности.
В рамках совместного предприятия с Национальным университетом Сингапура ТУМ открыл в 2002 году свой филиал в Сингапуре под названием Немецкий институт науки и технологии. Впоследствии было установлено сотрудничество с Наньянским технологическим университетом.
Также ТУМ сотрудничает с Швейцарской высшей технической школой Цюриха, Кембриджским университетом, Калифорнийским университетом в Беркли, Массачусетским технологическим институтом, Еврейским университетом в Иерусалиме, Технионом, Шанхайским университетом транспорта.

## История
Политехническая школа (нем. Polytechnische Schule München) существовала в Мюнхене с 1827 года.
Университет был основан королём Баварии Людвигом II в 1868 году.
С 1877 официально переименован в Королевскую Баварскую Техническую Высшую Школу.
Переименование в Технический Университет произошло в 1970 году.
В 1901 году в вузе открылся диссертационный совет.
В 1930 году к нему была присоединена Высшая школа сельского хозяйства и пивоварня Weihenstephan.
В 1937 году инженером Максом Шмитом был разработан проект нового здания университета в Нимфенбурге, который не был реализован.
Во время второй мировой войны здания университета в центральной части города были на 80 % разрушены, занятия возобновились в 1946 году.
Университетский городок Гархинг был основан в 1957 году одновременно с пуском мюнхенского токамака.
В 1967 году открылась медицинская клиника на правом берегу Изара.
Исследовательский источник нейтронов имени Хайнца Майера-Лейбница открылся в Гархинге в 2004 году.
С 1995 года президентом Университета является профессор химии Вольфганг Герман.
Мюнхенский технический университет является с ноября 2006 года наряду с Университетом Карлсруэ и Мюнхенским университетом имени Людвига и Максимилиана элитным университетом и участником программы «Концепции будущего». До 2011 года ему ежегодно осуществляется государственная финансовая поддержка в размере 30 миллионов евро.

## Направление исследований
Основной упор делается на предметы технического и естественно-научного цикла. Проводится последовательная политика объединения медицинских, естественных и технических наук в исследовательской работе.
К исследовательским центрам технического университета в Гархинге относятся токамак ASDEXU, опытный ядерный реактор «Атомное яйцо», в настоящее время не функционирует, и новый ускоритель заряженных частиц имени Хайнца Майера-Лейбница. В непосредственной близости от них находятся четыре института Общества Макса Планка (астрофизики, внеземной физики, физики плазмы и квантовой оптики), институт исследования низких температур имени Вальтера Мейснера, институт имени Вальтера Шоттки и штаб-квартира Южно-европейской обсерватории.
Медицинское направление представлено медицинской клиникой и Мюнхенским немецким центром сердечных заболеваний.
В Научном центре питания, земельного пользования и окружающей среды «Вайенштефан» во Фрайзинге проводятся исследования в области физкультуры и спорта, экономики и наук о жизни.
Исследовательский центр функционирует на базе старейшей действующей пивоварни (с 1040 года). Пивоварня Вайнштефан отличается не только богатой историей. Главная её особенность — соблюдение старейших традиций пивоварения, которые дополняются всё новыми знаниями пивной науки. Академические традиции пивоварни начались в 1852 году, когда государственный аграрный колледж был переведён из города Schleissheim в Weihenstephan. Основными студентами колледжа были баварские пивовары. В 1895 году колледж был преобразован в академию и в 1919 году его статус был повышен до колледжа, дающего высшее образование в области сельского хозяйства и пивоварения. В 1930 году колледж стал частью Технического Университета Мюнхена.
Тесное сотрудничество университета и пивоварни позволило превратить последнюю в настоящий исследовательский центр. Обычно даже на больших пивоварнях не часто встретишь сложное оборудование для глубоких научных исследований. Его просто нерентабельно держать на производстве. На пивоварне Weihenstephan проводят по заказу исследовательские работы для предприятий пивоваренной промышленности, а также профессиональные консультации по технологии пивоварения.
Комбинация этих областей исследования делает технический университет единственным в своём роде среди университетов Европы.
Гуманитарные дисциплины изучаются в Мюнхенском университете имени Людвига и Максимилиана, хотя в отдельных специальностях есть пересечения. Так изучение физики, химии, математики, информатики, медицины или организации производства возможно в обоих университетах, но с разными акцентами.

## Территория университета и студенческая жизнь
В то время, как центральные здания университета находятся в самом Мюнхене, его здания в Вайенштефане и Гархинге находятся на периферии. В Вайнштефане начато строительство студенческого общежития неподалёку от университета, в Гархинге общежития находятся в городе, вне территорий университета. Самые крупные из них это Штудентештадт и Олимпийская деревня.
С 2006 года университетский городок Гархинга соединён с мюнхенской сетью метро.
Между техническим университетом и университетом имени Людвига и Максимилиана ежегодно проводится гребная регата.
Проводимый ежегодно в течение трёх дней «Форум карьер» технического университета служит для поддержки выпускников университета в профессиональной жизни. Основанный Сусанной Клаттен «Бизнес-центр инноваций и развития» занимается развитием предпринимательских способностей и предлагает бесплатные семинары по бизнес-планированию, мастерские, программу для молодых топ-менеджеров, поддержку начинающим бизнесменам.
Студенты и преподаватели университета поют в университетском хоре Мюнхена. Кроме этого, регулярно проводятся культурные и развлекательные мероприятия, в числе прочих фестивали под открытым небом — TUNIX (в центре города) и GARNIX (в Гархинге).

## Университетские библиотеки
Университет имеет 10 библиотек.

## Плата за обучение
С летнего семестра 2007 года оплата за обучение в Мюнхенском техническом университете составляет 592 евро в семестр. В случае наличия освобождения от оплаты необходимо платить лишь административный взнос в 92 евро.
Начиная с летнего семестра 2009 года плата за обучение уменьшилась до 542 евро, так как административный взнос в размере 50 евро отменён.
Начиная с зимнего семестра 2013/14 года, плата за обучение не будет взиматься (согласно изменениям в законодательстве). Плата за поступление составляет 52 евро.